# 矢岸夏南美
矢岸 夏南美（やぎし かなみ、本名：平松 夏南美〔ひらまつ かなみ〕・1986年10月18日 - ）は、日本のタレント・女優。愛称はきゃな。
神奈川県出身。デフィプロモーション、T’sナインハーフを経て2014年現在はコアプリート・プロモーションに所属。桜美林大学卒業。

## 人物・来歴
- 母親が宮崎県延岡市出身[4]。
- 5歳の頃からクラシックバレエを習う[5]。他にダンス振付もこなす。
- 大学2年だった2006年のお台場冒険王で、当時公開されていた映画『ブレイブ・ストーリー』をモチーフとした「ブレイブランド」でハイランダー役を務めていた[6]。その後2009年にスカウトされたのを機に本格的な活動を開始。本名の苗字が13画だったので、それと同じ画数の苗字で現芸名が付けられたという逸話がある[1]。
- 趣味：服を作る・絵画・ゲーム
- サンスポアイドルリポーター SIR3期候補生（2013年11月〜2014年1月）
- 2014年3月 パフォーマンスユニット・風翼花*Fuyoka*の結成を発表[7]。
- 2015年5月3日、自身のブログで会社員の男性と入籍したことを発表した[8]。

## 出演

### バラエティ
- もう涙が止まらない感動のワケあり結婚式「しあわせ結婚計画」 - 再現VTR主演

### テレビドラマ
- わたしが子どもだったころ - 花嫁役
- Q10 - エキストラ
- 桜からの手紙 〜AKB48 それぞれの卒業物語〜 - エキストラ

### 映画
- 「消せらんぱさらん」 - さつき役
- 「究極の幸せ」 -  萌役
- 「また、その先に」 - 小林聖役
- 「ガチバンMAX」

### 舞台
- 動機〜熱海マーダーケース （劇団空感エンジン） - 服部椿役
- ロミオとジュリエット（山下幼稚宴）- 踊り子役
- 少女と結婚詐欺師（かないかん　かーんず企画） - かな役
- クリスマスには話束を（山下幼稚宴） -　美咲役（主演）
- 山下ワールド(仮)（山下幼稚宴）
- クラシックバレエ
  - シンデレラ全幕 - シンデレラ役
  - 眠れる森の美女全幕 - 愛の精リラ役・悪の精カラボス役
  - 白鳥の湖全幕 - パ・ド・トロワ、3羽の白鳥、スペインの姫君役

### CM
- JRA
- キリンフリー
- セルモ
- 日本工学院
- サントリーウーロン茶WEB
- 桃太郎電鉄ワールドDS
- ワタミ
- い・ろ・は・す
  - No.1編
  - レッツすっきりおいしいみかん編

### PV
- 若旦那　「雨やどり」

### イベント・Web
- CAPCOM モンスターハンター3G 春期講習'12 - 教官(MC)
- アイドル　成田童夢プロデュース　D-si☆'s（川崎クラブチッタ、赤坂BLITZなどでライブ）
- アキバ系メイド地下アイドル　Da☆Maid〜堕冥士〜（2人組）
- ダンスユニット　気まぐれ天気予報
- ニコニコ動画　「踊ってみた」初音ミクやオリジナル振付投稿・ニコニコ生放送
- パチンコ「CR KING of KEIBA」（藤商事 2013年）